# Polypedilum brunneofasciatum
Polypedilum brunneofasciatum är en tvåvingeart som beskrevs av Oksana V. Zorina och Makarchenko 2000. Polypedilum brunneofasciatum ingår i släktet Polypedilum och familjen fjädermyggor. Inga underarter finns listade i Catalogue of Life.